# Секундний маятник

Секундний маятник з періодом коливань у 2 секунди

Секу́ндний ма́ятник (англ. seconds pendulum) — маятник, період коливань якого дорівнює точно 2 секунди; одна секунда для відхилення від одного крайнього положення до іншого і одна секунда для повернення назад (частота коливань 1/2 Гц). Слід зазначити, що є джерела, у яких автори під поняттям «секундний маятник» мають на увазі маятник з періодом коливань в 1 секунду.

## Конструктивні особливості

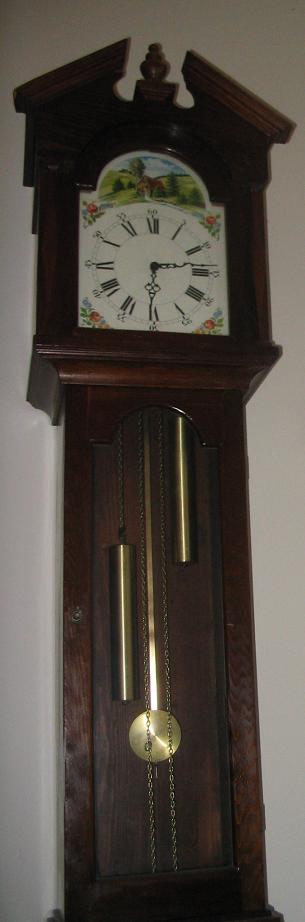
Годинникова шафа з секундним маятником

Вантаж маятника підвішений на стрижні так, що він може вільно коливатись. Коливання маятника відбуваються в умовах дії сили тяжіння, сили пружності і сили тертя. У багатьох випадках силою тертя можна знехтувати, а від сил пружності та сил ваги можна абстрагуватися, замінивши їх зв'язками. Після того, як маятник буде відхилений убік від положення рівноваги, завдяки силі земного тяжіння він рухається назад до положення рівноваги, яке завдяки набутій швидкості він проходить і досягає другого крайнього положення. Час одного повного циклу коливання маятника, тобто час, що витрачається маятником на рух від однієї крайньої позиції до повернення в ту ж позицію, називається періодом коливань. Тривалість періоду коливань маятника залежить від його довжини, а також, певною мірою, від розподілу ваги (моменту інерції відносно осі, що проходить через точку підвісу та від величини максимального кута відхилення маятника.
За прискорення вільного падіння, що дорівнює стандартному значенню (9,80665 м/с²), довжина секундного маятника становить 0,994 метра (39,1 дюйма).

## Історична довідка
Довжина секундного маятника вперше була визначена французьким математиком М. Мерсенном у 1644 році. У 1660 році Лондонське королівське товариство запропонувало використати довжину секундного маятника як універсальну стандартну одиницю довжини, для якої у 1675 році італійський винахідник і метролог Тіто Лівіо Бураттіні запропонував спеціальну назву — «метр», але ідею про універсальну одиницю вимірювання у той час не було підтримано, і лише у XVIII столітті вона набула подальшого розвитку.
У 1670 році лондонський годинникар Вільям Клемент використав секундний маятник у своїй оригінальній версії маятникового годинника Х. Гюйгенса, створивши годинник, що вів відлік секунд.
Під час експедиції до Південної Америки у 1671—1673 роках французький астроном Жан Ріше (фр. Jean Richer) встановив, що на широті 5° період коливань секундного маятника зростає порівняно з тим, що спостерігається у Парижі, розташованому на 48-му градусі широти. Це було першим прямим доказом зменшення сили тяжіння по мірі наближення до екватора. З урахуванням виявленої залежності у 1790 році французький державний діяч Ш. Талейран запропонував встановити величину стандартної одиниці довжини рівною довжині секундного маятника на широті 45°. У тому ж році політичний діяч, майбутній президент США Томас Джефферсон запропонував у рамках задуманої ним реформи системи мір у США увести міру довжини, що дорівнювала б третині довжини секундного маятника, назвавши її «фут» (англ. foot).

## Розрахунок довжини маятника
Формула для визначення періоду коливань має вид:
{\displaystyle T=2\pi {\sqrt {\frac {l}{g}}}}.
Звідси довжина маятника як функція тривалості півперіоду {\displaystyle T_{1/2}}
{\displaystyle l=g\left({\frac {T_{1/2}}{\pi }}\right)^{2}}.
Задавши {\displaystyle T_{1/2}=1\ \mathrm {c} } і прискорення вільного падіння g = 9,81 м/с², отримаємо l = 0,994 м.